# Дворац Шинон
Дворац Шинон (фр. Château de Chinon) налази се у департману Ендр и Лоара у долини Лоаре у северозападној Француској. Име је добио по месту Шинон. Кроз Шинон и поред дворца протиче река Вијена.

## Историја
Замак на овом месту је први изградио Теобалд I, војвода од Блоа, средином 10. века. Војводе од Анжуа су постале власници замка у 11. веку. Хенри II, краљ Енглеске и члан породице Анжу, волео је да борави у Шинону. Већина очуваних грађевина потиче из доба његове владавине. Тамо је и умро 1189.
Француски краљ Филип II је 1205. заузео Шинон после вишемесечне опсаде. Овде је почетком 14. века био заточен Жак де Моле, последњи велики мајстор витезова темплара, који је касније погубљен у Паризу као јеретик.
Године 1429. у дворцу Шинон се догодио први сусрет Јованке Орлеанке и краља Шарла VII. У другој половини 16. века замак је служио као затвор, да би касније био напуштен.
Француско министартво културе је замак Шинон прогласило историјским спомеником 1840. У раном 21. веку замак је рестауриран по цени од 14,5 милиона евра.

## Галерија
- Кула са сатом
- Велика краљевска дворана
- Унутрашњост краљевских одаја
- Кула Боаси (Tour de Boissy)
- Донжон замка Шинон
- Јованка Орлеанка препознаје дофена Шарла међу гомилом људи (таписерија из дворца Шинон)